# イスラム青年同盟
イスラム青年同盟（ - せいねんどうめい）は1970年代の後半に存在した学生運動・青年運動団体である。金沢大学のML派、全共闘の学生を中心にして結成され、マル戦派の学生などが合流する。
メンバーのほとんどが、70年代末からサウジアラビア、イラン、アフガニスタン、パキスタンなどに留学したため、運動体としての国内的な影響は大きくはなかった。しかし当時の時代状況で、日本の学生運動団体で国境を超える視点を持ちえたという点においては赤軍派に次ぐものといえる。
その思想的な意味はマルクス主義とイスラームの融合を追求したものであり、未完のままであったとはいえ、イラン革命の一翼を担ったモジャーヘディーネ・ハルク、コミンテルン東方問題の異端とされているスルタン・ガリエフ、民族共産主義と称されるタン・マラカに相通ずるものがあると言われている。
出会い
金沢大学全共闘のリーダーが築山力と出会う。築山力は戦前の興亜義塾の三期生であった。
以後、築山氏は陰に陽にイスラム青年同盟を支える。